# Nathaniel Parker Willis

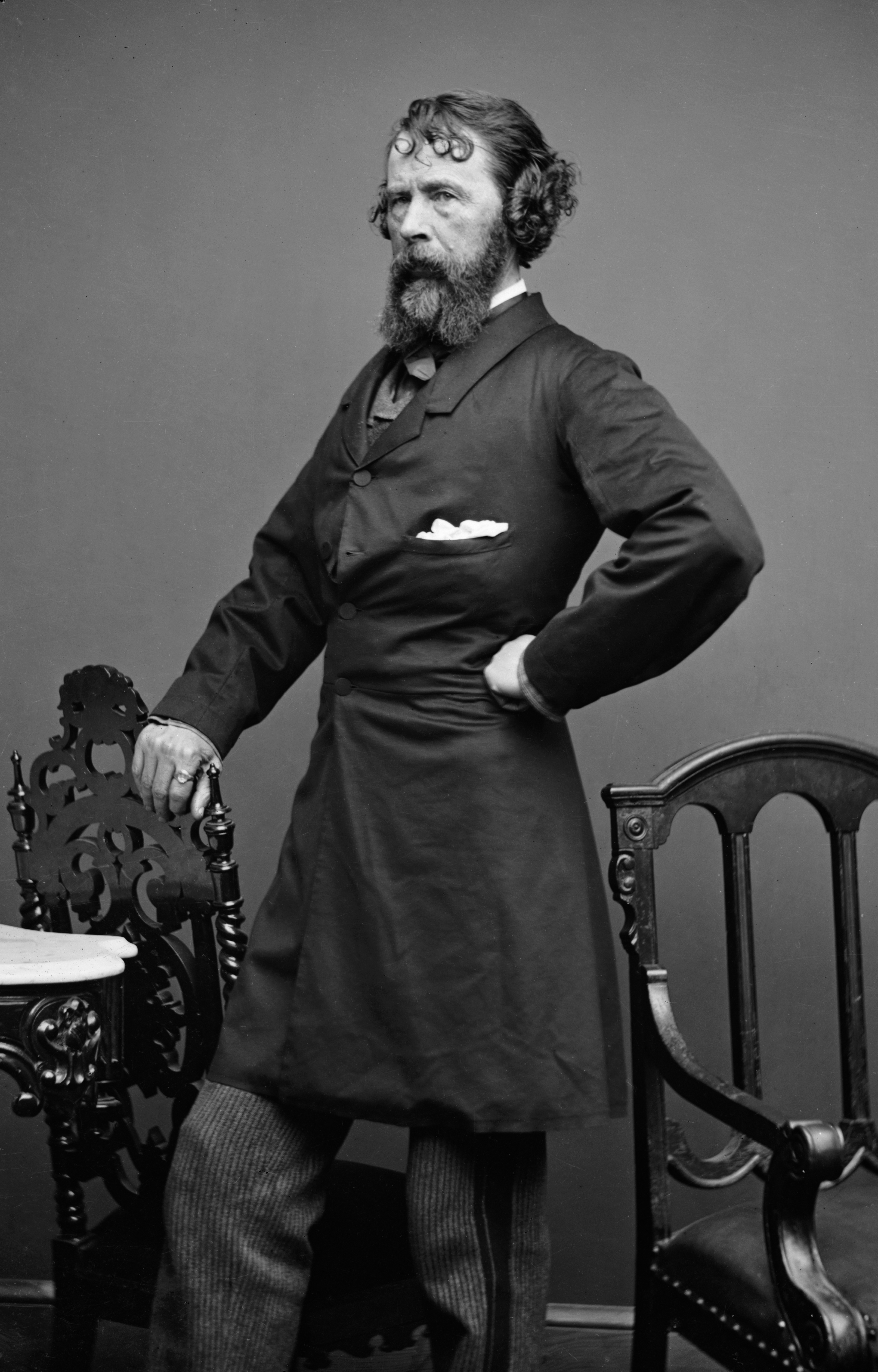
Porträtaufnahme von Mathew Brady, Mitte der 1850er Jahre

Nathaniel Parker Willis (* 20. Januar 1806 in Portland (Maine); † 20. Januar 1867) war ein US-amerikanischer Schriftsteller, Dichter und Herausgeber, der mit zahlreichen bekannten Schriftstellern zusammengearbeitet hat, darunter Edgar Allan Poe und Henry Wadsworth Longfellow. Auf dem Höhepunkt seiner Karriere war er der bestbezahlte Autor der USA. Sein Bruder war der Komponist Richard Storrs Willis, und seine Schwester Sara schrieb unter dem Künstlernamen Fanny Fern. Harriet Jacobs schrieb ihre Autobiographie, während sie als Kindermädchen in seiner Familie arbeitete.
Willis kam aus einer Verlegerfamilie. Sein Großvater Nathaniel Willis besaß Zeitungen in Massachusetts und in Virginia und sein gleichnamiger Vater war Gründer der Zeitschrift Youth's Companion, der ersten Zeitschrift, die sich speziell an Kinder richtete. Während seines Studiums in Yale begann Willis sich für Literatur zu interessieren und Gedichte zu veröffentlichen. Nach dem abgeschlossenen Studium arbeitete er als Überseekorrespondent für den New York Mirror. Schließlich zog er nach New York und baute seine Reputation in der Welt der Literatur auf. 1846 gründete er seine eigene Zeitschrift, das Home Journal, das heute unter dem Namen Town & Country die älteste noch erscheinende Zeitschrift der USA ist. Kurz danach zog er auf einen Landsitz am Hudson River, wo er bis zu seinem Tod ein Leben in weitgehender Zurückgezogenheit führte.
Willis brachte seine eigene Persönlichkeit in seine schriftstellerische Tätigkeit ein und sprach sein Publikum auf einer persönlichen Ebene an, besonders in seinen Reisebeschreibungen, so dass sein Ruf sich zum Teil auf seinen Charakter gründete. Kritiker, darunter seine Schwester in ihrem Schlüsselroman Ruth Hall, beschrieben ihn manchmal als unmännlich und zu sehr von Europa beeinflusst. Willis veröffentlichte zahlreiche Gedichte, Erzählungen und ein Schauspiel. Trotz seiner zeitweise sehr großen Popularität war Willis bei seinem Tode fast vergessen.